# Vasile Ladislau Pop
Vasile Ladislau Baron de Pop (n. 6 ianuarie 1819, Berind – d. 17 februarie 1875, Budapesta) a fost un jurist român din Transilvania, consilier al ministrului justiției din Viena, apoi înalt funcționar în guvernul Transilvaniei și din 1865 președintele Tribunalului Suprem al Transilvaniei. A desfășurat o vastă activitate culturală, deținând din 1867 și până la moarte funcția de președinte al ASTRA. În anul 1864 a fost înnobilat prin ordinul împăratului Franz Josef I.

## Originea și studiile
A fost al doilea fiu al preotului-paroh greco-catolic Ananie Pop, care a păstorit la Berindu între anii 1813 și 1851. Bunicul său, Alexa, fusese la rândul său preot în Berindu (1790-1813). Ananie Pop era căsătorit cu Anastasia, fiica unui cântăreț de biserică din Uifalău (Vultureni). Ei au avut împreună zece copii, între care pot fi amintiți Avram, cel dintâi născut, rămas cantor de strană la Berindu până la sfârșitul vieții sale; Xenia, căsătorită cu cantorul din Bonț iar apoi, rămasă văduvă, recăsătorită cu cantorul Bene din Șinteu (Șoimeni); Maria, căsătorită cu preotul din Surduc, pe Someș; Anica, căsătorită cu preotul din Brâglez; Elisaveta, căsătorită cu Samoil Pop, succesorul tatălui ei la păstorirea credincioșilor din Berindu; Veronica, măritată după notarul satului Husmezău, și Nastasia, botezată cu numele mamei sale. Potrivit istoricului Elie Dăianu, bun cunoscător al regiunii și al protopopiatului pe care îl păstorea, Ananie Pop „era coborâtor modest dintr-o familie distinsă, care avea diplomă de nemeși”.
Vasile Pop s-a născut în dimineața zilei de Crăciun a anului 1818, stil vechi, respectiv 6 ianuarie 1819, stil nou. La vremea nașterii sale, casa parohială era compusă din „tindă și o cameră din bârne, acoperită cu paie, nepadimentată și cu ferestre din burduf, luminată seara cu zarea focului din coș, cu meciu de ceară și său, ca orice casă de român necăjit…” Protopop unit al Clujului era atunci Ioan Lemeny, viitorul episcop al Blajului, care-l cunoștea și-l vizitase la Berindu pe parohul Anania Pop. Lui i se datorează faptul că Vasile Pop și fratele lui mai mare, Avram Pop, au fost primiți la școala piaristă din Cluj. În 1830/1831 este înscris în clasa I a liceului piarist, sub numele Papp Ladislaus, iar matricolele școlare ni-l arată de la bun început ca pe un elev ambițios și silitor. În clasa a II-a este deja al 2-lea la religie și primul la toate celelalte materii. Tot acum știm că era găzduit la un anume Iosif Szabo, portar la palatul comitatului, care locuia pe Ulița Lupilor (Farkas Utca, azi str. Mihail Kogălniceanu). Încetând din viață gazda sa în timp ce el era în clasa a doua, Vasile Pop a continuat să locuiască în chirie la văduva acestuia. În ultima clasă a liceului, Vasile Pop se clasează al treilea între cei 93 de absolvenți și obține o bursă de la fundația Bobiană, constând în întreținerea la seminarul Sf. Iosif de pe actuala stradă a Universității. Deosebit de înzestrat pentru învățătură, Vasile Pop își amintește anii săi de școală în Autobiografia sa: „Minte am avut de la Dumnezeu bună; am învățat foarte ușor, așa încât, zicând cea dreaptă, numai m-am jucat cu învățătura. Având purtarea bună și învățând tot eminent, toți ungurii care mă cunoșteau ziceau în anii în cari eram liceist, că „ebből vagy Püspök lesz, vagy consiliarius” (adecă: „din acesta va fi sau vlădică, sau consilier”). Românii, cari știau bine că românii nu pot înainta pe alte cariere, ziceau că mă voiu face vlădică” .

## Studiile
După încheierea studiilor gimnaziale la Cluj, Avram, fratele său, cu performanțe mai puțin înalte la învățătură, revenise între timp la Berindu, unde s-a dovedit a fi un bun diac și învățător „de când s-a deschis școala, până prin 1875” . 
Vasile Pop și-a continuat studiile la Academia Piaristă de Drept din Cluj, între 1835 și 1838, și apoi la Blaj, unde a fost remarcat de episcopul Ioan Lemeni, care l-a trimis pentru a urma studiile teologice la Colegiul Sfânta Barbara din Viena. În capitala Imperiului, pe lângă teologie, Vasile Pop a dovedit interes pentru studiile de matematică, geometrie și fizică. După patru ani de studii la Viena, Vasile Ladislau Pop a fost încadrat ca profesor la Liceul din Blaj, în anul 1842, unde a primit postul de profesor de matematică și geometrie. „Catedra profesorală de matematică și geometrie am primit-o cu multă plăcere, căci nimic nu cuprindeam mai ușor cu mintea decât matematica” consemnează el însuși în schița autobiografică intitulată „Viața mea”. Vasile Pop a fost, dealtfel, cel dintâi dintre profesorii Blajului care a predat matematica în limba română, și nu în latină, cum se făcea până atunci. Mai mult decât atât, tânărul profesor preda ore de geometrie practică, aplicabilă nevoilor cotidiene, el fiind cel dintâi care a introdus în școlile Blajului instrumentele profesorului clujean, părintele piarist Hornyai. Iată ce scria Vasile Pop în autobiografia sa: „Cu aceste instrumente cu cari Hornyai niciodată nu scotea la cale calculii am făcut cele mai frumoase probe practice de geometrie. Eu am fost cel dintâiu care am umblat cu astrolabul și cu păruții [țărușii] înfrumusețați cu stegulele pe pratele [câmpurile] Blajului”.
Însuși episcopul Ioan Lemeny, cu care Vasile Ladislau Pop va intra mai târziu în conflict, afirma adeseori admirativ: „Profesorul nostru face mai multă onoare școalelor noastre decât Buzna și Hornyai liceului [academic] din Cluj”.
După doar trei ani petrecuți la catedra de matematică a Blajului, Vasile L. Pop a fost nevoit să renunțe la cariera didactică în anul 1845, în urma unui conflict dintre profesorii și studenții blăjeni, în frunte cu Simion Bărnuțiu, și episcopul Lemeny. Conflictul nu a fost doar unul între generații. Tinerii profesori și studenții școlilor Blajului aveau numeroase și întemeiate motive de nemulțumire împotriva episcopului Lemeny, iar procesul eclesisatic care a urmat acestui conflict a scos la lumină, potrivit mărturiei lui Elie Dăianu, „mulțime de întâmplări și încurcături, urâte și de multe ori prea urâte.”
Exclus din învățământ, Vasile L. Pop a revenit la Berindu, la casa părintelui său, împreună cu un coleg, Ioan Mărginean din Dateș. Cei doi i-au povestit amănunțit părintelui Anania întâmplările prin care trecuseră și detaliile conflictului care se iscase. Dar, în loc să țină partea fiului său, părintele Anania Pop a dezaprobat atitudinea pe care Vasile o avusese față de episcop, gândindu-se probabil și la faptul că Lemeny îi oferise lui Vasile, după îndepărtarea sa de la catedră, parohia greco-catolică din Alecuș, pentru a nu îl lăsa cu totul pe drumuri, ofertă pe care acesta o refuzase însă cu hotărâre. Ca urmare, părintele Anania a încheiat conversația adresând fiului său și colegului acestuia o vorbă care nu a fost uitată nici până astăzi la Berindu: „Vlădica-i tot vlădică / Dar din voi n-a fi nimică!“
Ca replică la cele spuse, Vasile L. Pop l-a anunțat pe tatăl său că va pleca din Berindu, îndreptându-se către Târgu Mureș, pentru a-și susține examenele de drept. El i-a cerut tatălui său doar o traistă goală, în care să își adune lucrurile și cărțile. Mama sa, preoteasa Nastasia, i-a strecurat însă în traistă și o pungă cu „husoși” (monede de argint care reprezentau, fiecare în parte, a cincea parte din valoarea unui florin de aur, adică un sfanț - în germană „Zwanziger”). Părăsind casa părintească cu hotărârea de a-și împlini destinul fără nici un fel de concesie în fața nimănui, Vasile L. Pop i-a spus tatălui său: „N-ai să mă mai vezi, tată, în Berind, până nu voiu ajunge de-a dreapta împăratului!”.

## Cariera
După părăsirea casei părintești și a satului natal, Vasile L. Pop s-a îndreptat spre Năsăud, unde a petrecut mai multe săptămâni în casa vicarului episcopal Ioan Marian. Aici își găsise dealtfel adăpost și Simion Bărnuțiu, cei doi mai tineri oponenți ai episcopului Lemeny fiind legați printr-o trainică prietenie.
La 11 noiembrie 1845 Vasile L. Pop a început o nouă carieră, devenind „cancelist” (practicant) la „Tabla Regească” (Curtea de Apel) din Tg. Mureș. Înscrierea sa a întâmpinat anumite dificultăți. Maghiarii din Transilvania îl apreciau pe episcopul Lemeny, care ducea o politică de creștere a importanței limbii maghiare în școlile Blajului și, în consecință, nu îi priveau cu ochi buni pe contestatarii acestuia. Acest fapt este amintit de Vasile L. Pop însuși, în scrierea sa autobiografică:
„Președintele de atunci al Tablei, unitarul [unitarianul, n.n.] Daniel Elek de Vargyas [Vârghiș], a fost un bărbat luminat, foarte de treabă. Sub un președinte, spre exemplu, cum erau magistri, protonotarii de atunci, nu aș fi putut încăpea la Tablă – pentru procesul avut cu mai marii mei, care mi se imputa din partea acestora – și apoi nu știu de ce m-aș fi apucat”.
După trei ani de studii la Târgu-Mureș, unde a fost, printre alții, coleg și cu Avram Iancu, Vasile L. Pop și-a susținut examenul de avocatură la 8 aprilie 1848 și s-a instalat pentru a-și practica profesia la Reghin. Acest oraș îl atrăgea în primul rând datorită logodnicei sale, Elena Oltean, strănepoată a marelui Petru Maior, pe care o cunoscuse în anul 1846. Sprijinit atât de viitorul său socru, negustorul Ioan Oltean, cât și de unchiul acesteia, Ioan Pop Maior, Vasile L. Pop a luat-o în căsătorie pe Elena la 30 octombrie 1848, în toiul revoluției de la 1848-1849. Masa de nuntă le-a fost, dealtfel, întreruptă de apropierea trupelor secuiești, care îi învinseseră pe imperiali în lupta de la Sântioana. Astfel, în noaptea de 30 spre 31 octombrie 1848, tinerii căsătoriți au fost nevoiți să părăsească în grabă Reghinul pentru a căuta refugiu la Bistrița, unde au rămas o săptămână, până la primirea veștii că secuii fuseseră alungați din oraș.
În timpul regimului neoabsolutist tânărul avocat Vasile L. Pop a fost numit comisar districtual (Bezirkcommisar) la Reteag (5 octombrie 1849), de către guvernatorul Transilvaniei, baronul Wohlgemut, „care căuta anume bărbați români la slujbe”. A fost începutul unei cariere fulminante. În primăvara anului 1850 Vasile L. Pop a fost numit consilier (judecător) la tribunalul din Bistrița; câteva luni mai târziu, în septembrie același an, a devenit consilier (judecător) la Tribunalul din Sibiu, capitala de atunci a Transilvaniei. În 1852 Vasile L. Pop era numit consilier supleant al Tribunalului Apelatoriu, pentru ca în anul 1854, la vârsta de doar 35 de ani, să fie numit consilier la Curtea Judecătorească Superioară a Transilvaniei. Vasile L. Pop a contribuit, în această calitate, la definitivarea legilor pentru organizarea justiției. Una dintre lucrările sale, deosebit de folositoare românilor transilvăneni, a fost Îndreptariu în cauzele urbariale, compus pentru poporul român din Ardeal de un jurist practic. Această lucrare a reprezentat o contribuție de excepțională importanță pentru reglementarea cauzelor urbariale ardelenești, favorizând înțelegerea de către români a legislației în domeniu.
Urcând din treaptă în treaptă, apreciat de întreaga elită juridică și administrativă a Principatului, Vasile L. Pop a ajuns, în anul 1859, consilier la Ministerul de Justiție din Viena. Baronul episcop ortodox Andrei Șaguna i-a organizat o primire sărbătorească în capitala Imperiului, la 22 noiembrie 1859, la care a rostit următorul toast: „În cinstea… fiului preotului unit de la Berindu!”. Sărbătoritul a răspuns: „Închin pentru episcopul ortodox, lăudându-l că a înlăturat peretele de despărțire ce a fost până azi între frați, fii ai aceleiași mame, ai națiunii române”.
În decembrie 1860 Vasile L. Pop a fost numit într-o funcție și mai importantă: aceea de consilier la Cancelaria aulică a Transilvaniei, recent reînființată, al cărei sediu se afla la Cluj. În noiembrie 1861 a fost numit vicepreședinte pentru probleme juridice al Guberniului condus de Ludovic Folliot de Crenneville. El deținea astfel, în Transilvania, un post echivalent aceluia de viceprim-ministru din zilele noastre. El a fost singurul român transilvănean care a ocupat o demnitate atât de înaltă în istoria modernă a Transilvaniei.
Între 1861-1865 a fost, simultan, președinte al Curții de Casație, iar din 1865 a devenit, prin numire imperială, cel dintâi președinte al Tribunalului Suprem al Transilvaniei. La deschiderea lucrărilor acestei înalte curți judecătorești, desfășurată la Viena, la 15 iulie 1865, în prezența împăratului Francisc Iosif, baronul Reichenstein a ținut o cuvântare în care îl elogia pe președintele Tribunalului în următoarele cuvinte: „Dacă aș avea, Maiestate, proces chiar cu tatăl lui Popp, nici atunci nu m-aș îndoi a concrede cauza mea imparțialității fiului”. În calitatea sa de membru al Dietei Transilvaniei, Vasile L. Pop a contribuit la apărarea drepturilor locuitorilor români ai acestei provincii. Alături de el și urmând exemplul său, au promovat în această perioadă în diferite funcții administrative și alți români, între care Iacob Bologa, Ilie Măcelariu, Nicolae Barbu, Ladislau Vaida etc.
În 1863 a fost decorat cu Ordinul Coroana de Fier de clasa a II-a, și de acea a fost numit la 13 august 1863, a fost numit consilier intim de stat al împăratului Francisc Iosif I și i s-a conferit, de asemenea, rangul de „baron imperial”. După îndelungi ezitări, el a acceptat să poarte acest titlu abia în 1872, la inisistențele prietenilor săi, care vedeau în acest titlu o recunoaștere a afirmării națiunii române.
Realizarea dualismului austro-ungar a avut drept consecință pierderea autonomiei Transilvaniei și începutul unei lungi perioade de agravare a stării culturale a românilor de dincoace de Carpați, amenințați cu pierderea identității naționale. În aceste condiții, Vasile Ladislau Pop s-a dovedit un sprijinitor de nădejde al activității culturale a tineretului român din Cluj, participând activ, între 1866-1867, la acțiunile culturale organizate de Societatea junimii studioase care îl avea ca președinte pe Ioan Pamfilie.   
În 1868, Adunarea Generală a Asociațiunii Transilvane pentru Literatura Română și Cultura Poporului Român (ASTRA), desfășurată în clădirea „Reduta” din Cluj – în prezent Muzeul Etnografic al Transilvaniei – l-a ales pe Vasile Pop, în unanimitate, în funcția de președinte al Asociațiunii. A îndrumat, a prezidat, și-a mărturisit încrederea în viitorul neamului său, lansând deviza: „Prin noi înșine! Prin forța și răbdarea noastră, înainte!” S-a dedicat mai ales culturii poporului, țărănimii române: „Cultura poporului e întrebarea care trebuie să ne cuprindă toată atențiunea, tot curajul și toată grija noastră!”
S-a stins din viață la Budapesta, unde-și avea „curtea judecătorească”, în ziua de 17 februarie 1875. Potrivit mărturiei lui Elie Dăianu, „vestea morții lui a străbătut ca un fulger de durere prin toate inimile românești; așa încât bătrânul străjer al sorții neamului, gazetarul George Barițiu, nu se putu opri de la acest țipet de durere: 'Până când, Dumnezeule al părinților noștri, greutatea mânei tale peste noi?! Până când râurile de lacrimi să nu se mai șteargă de pe fețele noastre?'” „Gazeta de Transilvania” îi aducea omagiul, numindu-l „Prometeu român” și „Athletul apărător al dreptului și dreptății”, iar revista „Federațiunea” scria: „Istoria deceniilor din urmă a românilor din Austro-Ungaria îi va rezerva o pagină din cele mai frumoase, spre a ilustra numele lui, trecându-l la posteritatea recunoscătoare” .
Osemintele baronului Vasile Ladislau Pop au fost îngropate la Reghin, unde se afla cripta familială, pe ușa căreia, în același an 1875, ASTRA a așezat o plăcuță comemorativă.